# Nikołaj Tomski
Nikołaj Wasiljewicz Tomski (Griszyn) (ros. Никола́й Васи́льевич То́мский (Гришин), ur. 6 grudnia?/19 grudnia 1900 we wsi Ramuszewo w guberni nowogrodzkiej, zm. 22 listopada 1984 w Moskwie) – radziecki rzeźbiarz monumentalny, prezydent Akademii Sztuk Pięknych ZSRR (1968–1983), Bohater Pracy Socjalistycznej (1970).

## Życiorys
Podczas wojny domowej został powołany do Armii Czerwonej, walczył na froncie, był ranny. W latach 1923–1927 uczył się w technikum sztuk pięknych w Piotrogrodzie/Leningradzie, od 1925 pracował w leningradzkim muzeum rewolucji – w ekspozycji poświęconej pamięci Włodzimierza Lenina. Po śmierci Siergieja Kirowa pracował nad jego pomnikiem z brązu i granitu, ukończonym w 1938. Po wojnie przeniósł się do Moskwy, gdzie pracował m.in. nad rzeźbami i popiersiami bohaterów wojennych, m.in. Iwana Czerniachowskiego (marmur, 1947), Musy Gariejewa (bazalt, 1947), Piotra Pokryszewa (marmur, 1948), Aleksieja Smirnowa (marmur, 1948), Iwana Kożeduba (brąz, 1948) (wszystkie te dzieła zostały umieszczone w Galerii Tretiakowskiej) i Iosifa Apanasienki (pomnik ustawiony w Biełgorodzie w 1949). Od 1948 wykładał w Moskiewskim Instytucie Sztuk Pięknych, którego w latach 1948–1970 był rektorem, jednocześnie od 1949 był członkiem rzeczywistym, a 1968–1983 prezydentem Akademii Sztuk Pięknych ZSRR. Poza tym był członkiem rzeczywistym Akademii Sztuk Pięknych NRD. Kierował brygadami rzeźbiarzy tworzących monumentalne figury dla Siedmiu Sióstr w Moskwie i pracujących nad oprawą metra w Moskwie. Od 1950 należał do WKP(b). Jest autorem m.in. pomników Kirowa w Leningradzie (1948), Woroneżu (1939), Nowej Ładodze (1947), Kirowsku (1952), pomników Lenina w Orle (1949), Irkucku (1952), Murmańsku (1957), Wołogdzie (1958), Sarańsku (1960), Żeleznowodzku (1966), Klimowsku (1967), Taganrogu (1970), Berlinie (1970) i Starej Russie (1984), pomnika Michaiła Łomonosowa przed gmachem MGU (1954), Musy Gariejewa w Ufie (1967), Pawła Nachimowa w Sewastopolu (1959), popiersia Michaiła Kutuzowa i pomnika Kutuzowa w Moskwie (1973), popiersia Aleksieja Kosygina w Leningradzie (1977) oraz popiersi Józefa Stalina i Siemiona Budionnego na ich grobach na Placu Czerwonym. 23 sierpnia 1967 otrzymał honorowe obywatelstwo Starej Russy.
Został pochowany na Cmentarzu Nowodziewiczym w Moskwie. W Moskwie zbudowano jego pomnik.

## Odznaczenia i nagrody
- Medal Sierp i Młot Bohatera Pracy Socjalistycznej (18 grudnia 1970)
- Order Lenina (trzykrotnie – 27 października 1967, 18 grudnia 1970 i 19 grudnia 1980)
- Order Rewolucji Październikowej (23 marca 1976)
- Order Czerwonego Sztandaru Pracy (29 grudnia 1960)
- Nagroda Leninowska (1972)
- Nagroda Stalinowska I klasy (dwukrotnie – 1948 i 1950)
- Nagroda Stalinowska II klasy (trzykrotnie – 1941, 1949 i 1952)
- Order Karla Marksa (NRD)